# SST Records
SST Records - незалежний лейбл заснований на кінці 70-х в Лонг-Біч, Каліфорнія Грегом Джином.
SST (Solid State Transmitters) була спочатку компанія, що спеціалізується на виробництві деталей для радіостанцій. Джинн заснував компанію, коли він був ще в середній школі і продовжувала свою роботу, коли закінчите музики. До кінця 1978 перейменували його у SST Records і випустили перший сингл його групи Black Flag. Джинн також володіє Cruz Records.
У 1980 і 1981 роках на додаток до синглів і компакт-диски Black Flag, компанія витратила запису дебютного художників, таких як Minutemen, Descendents і The Stains. У наступні роки були розроблені і Alternative Tentacles поряд з однією з найбільш важливих компаній в незалежному ринку. 
У 1987 році Джинн купив компанію у нових записів Майка Уатта Альянс ( заснував її зі своїм другом D. Boon) і випустили перевидання альбому включають Descendents, Hüsker Dü  всіх записів. В кінці 80-х років SST Records також з'явилася джазових виконавців (Bazooka, брат Ласка). У наступні роки, SST вступив у конфлікт з кількома художниками (включаючи Meat Puppets, Hüsker Du), як оповитий з виплатою роялті від продажу своїх альбомів. Деякі переслідувати їх справи в судовому порядку. У 90-х роках SST зняло багато джазу виробництва з їх каталогів. Деякі назви проданий компанії Geffen Records.
У 2002 році об'єдналися Ginn розподілення Koch Records, а в 2006 році компанії New York The Orchard оголосила, що 94 найменувань з каталогу SST записи будуть доступні на ITunes і iTunes Music Store.